# Алёшин, Алексей Владиславович
Алексе́й Владисла́вович Алёшин (род. 24 мая 1959, Ашхабад, Туркменская ССР, СССР) — российский юрист, государственный служащий, кандидат юридических наук.

## Биография
Алексей Алёшин родился в семье военнослужащего 24 мая 1959 года в городе Ашхабаде, столице Туркменской ССР. В 1970-е годы, в связи с новым назначением отца, семья переехала в Кемерово, где Алексей окончил среднюю школу.
В 1981 году окончил юридический факультет Кемеровского государственного университета по специальности «юриспруденция», в 2002 году — факультет переподготовки и повышения квалификации Военной академии Генерального штаба Вооружённых сил Российской Федерации.
Работал следователем прокуратуры города Ставрополя, Севастопольского района города Москвы, затем юристом в различных коммерческих, учебных, финансовых организациях.
В 1996—1999 годах — заместитель генерального директора ГУП «Госзагрансобственность».
С 1999 года трудовая деятельность Алексея Алёшина связана со сферой военно-технического сотрудничества и оборонно-промышленным комплексом России. В 1999—2000 годах — заместитель генерального директора ФГУП «Промэкспорт».
В 2000—2007 годах — заместитель генерального директора ОАО «Рособоронэкспорт», отвечал за правовые и кадровые вопросы, поставку запасных частей и инвестиции.
В 2007—2014 годах — первый заместитель генерального директора государственной корпорации «Ростехнологии», занимался реформированием оборонной промышленности и других отраслей российской экономики
В 2014—2021 годах — руководитель Федеральной службы по экологическому, технологическому и атомному надзору (Ростехнадзор). Освобождён от этой должности 30 марта 2021 года.
С 17 мая 2021 года — генеральный директор «Национальной авиационно-сервисной компании»
Является членом Военно-промышленной комиссии при Правительстве Российской Федерации
Возглавлял Советы директоров различных предприятий: «Росэлектроника», «Концерн «Радиоэлектронные технологии»», «НПК „Технологии машиностроения“», «Завод имени Дегтярёва», «Российская корпорация средств связи». Входит в Советы директоров ОАО: «Рособоронэкспорт», «Вертолёты России», «Системы управления»
Кандидат юридических наук, имеет научные публикации.

## Награды и звания
- Награждён орденом Дружбы, имеет ряд других наград (два ордена, медали)[7][4].
- Действительный государственный советник Российской Федерации 1 класса (2019)[4].

## Доходы
Общая сумма декларированного годового дохода за 2012 год в госкорпорации Ростехнологии 15.512.624,64 рублей.
Общая сумма декларированного годового дохода за 2019 год в Ростехнадзоре 12.596.785,96 рублей.